# Étienne Garnier-Pagès

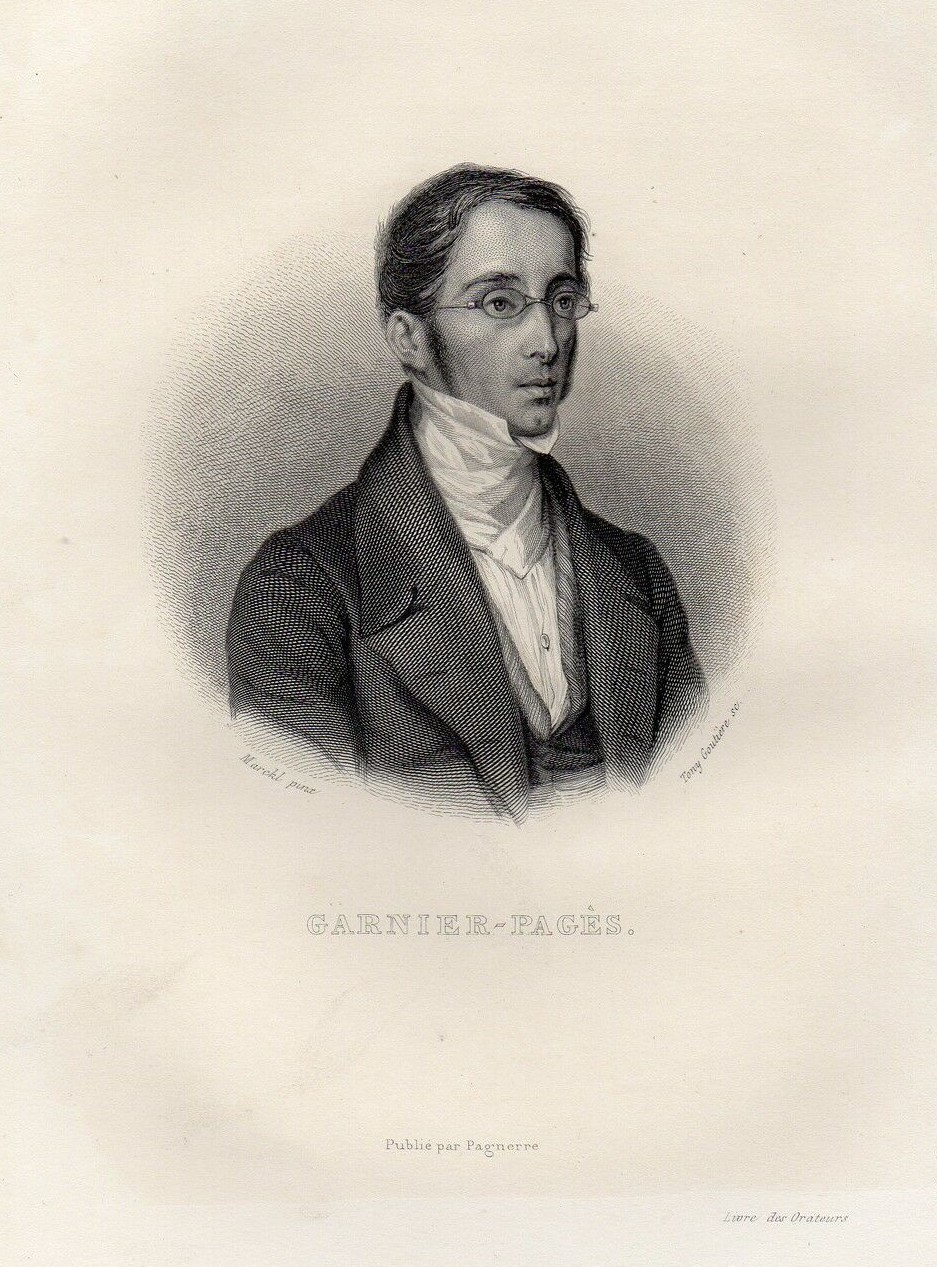
Etienne Joseph Louis Garnier-Pagès

Étienne Joseph Louis Garnier-Pagès, född 17 december 1801 i Marseille, död 23 juni 1841, var en fransk politiker. Han var bror till Louis Antoine Garnier-Pagès.
Garnier-Pagès var sprungligen advokat, deltog i julirevolutionen 1830 och blev sekreterare i organisationen Aide-toi, le ciel t'aidera vars propaganda han utvecklade i linje med sina antipatier mot monarkin.
Garnier-Pagès invaldes 1831 i deputeradekammaren och blev en av de mest inflytelserikaste ledarna av det republikanska partiet under julimonarkin. Hans 1840 framlagda förslag om allmän rösträtt förskaffade honom stor popularitet.